# Zločiny nad Seinou
Zločiny nad Seinou (ve francouzském originále Jo) je francouzsko-britský televizní seriál, který v roce 2013 odvysílal soukromý televizní kanál TF1. V Česku uvedla premiérově seriál televize Prima Love ve stejném roce.

## Synopse
Joachim Saint-Clair, přezdívaný Jo, je neúprosný kriminalista, který spolu se svým kolegou Marcem Bayardem vyšetřuje vraždy v Paříži. Bydlí sám na Montmartru. Je proslaven tím, že dokáže vyřešit i ty nejobtížnější zločiny. Jo současně musí řešit i své osobní problémy. Snaží se obnovit vztah se svou dcerou Adèle, k čemuž ale potřebuje pomoc jeptišky Karyn.

## Obsazení
- Jean Reno: Joachim „Jo“ Saint-Clair, policejní vyšetřovatel a syn prostitutky, který zná Paříž i z její odvrácené strany
- Tom Austen: Marc Bayard je odhodlaný a nadšený mladý policista, kterému se daří v policejní kariéře. S Josem pracuje již dva roky.
- Jill Hennessy: sestra Karyn je nekonvenční jeptiška. Je Joova důvěrnice a přítelkyně. Pomáhá mu obnovit kontakt s jeho dcerou Adèle. Od svých 19 let zasvětila svůj život Bohu. Provozuje útulek pro prostitutky.
- Heida Reed: Adèle Gauthier je Joachimova dcera
- Orla Brady: Béatrice Dormont je Joachimova nadřízená a kamarádka
- Celyn Jones: Nick Normand je ve skupině odborník přes počítače
- Wunmi Mosaku: Angélique Alassane je ve skupině zodpovědná za lékařské vyšetřování
- Chris Brazier: Yannick Morin
- Ériq Ebouaney: Amadou
- Sean Pertwee: Charlie
- Joe Tucker: Édouard Duroc

## Seznam dílů
1. Notre Dame (Notre Dame)
2. Náměstí Svornosti (Place de la Concorde)
3. Invalidovna (Invalides)
4. Pigalle (Pigalle)
5. Place Vendome (Place Vendôme)
6. Le Marais (Le Marais)
7. Opera (Opéra)
8. Katakomby (Les Catacombes)